# L'invasione dei gattopiatti
L'invasione dei gattopiatti  (The Rolling Stones) è un romanzo di fantascienza per ragazzi del 1952 dello scrittore statunitense Robert A. Heinlein.

## Storia editoriale
Scritto nel dicembre 1951, nel marzo successivo Heinlein ne predispose una versione ridotta, che fu pubblicata a puntate su Boys' Life nei mesi di settembre, ottobre, novembre e dicembre 1952 con il titolo Tramp Space Ship, mentre la versione completa fu pubblicata in volume quello stesso anno da Scribner's nella serie dei romanzi per ragazzi.
Nel Regno Unito fu pubblicata con il titolo Space Family Stone.
La traduzione italiana è stata pubblicata nel 1978 dalla Rizzoli.

## Trama
Gli Stones, una famiglia di abitanti della Luna, acquistano e riparano una nave spaziale usata per fare i turisti in giro nel sistema solare.
I gemelli adolescenti Castore e Polluce acquistano biciclette usate con l'intenzione di rivenderle su Marte, la prima tappa del viaggio, dove però vengono arrestati per avere infranto le norme d'importazione e sono poi liberati grazie all'intervento della nonna Hazel Stone.
Mentre sono su Marte i gemelli acquistano, come animale domestico per il loro fratellino Buster, un gattopiatto, una creatura marziana che nasce già gravida e produce una vibrazione rilassante.
Quando si dirigono verso la fascia principale degli asteroidi, dove è in corso l'equivalente di una corsa all'oro alla ricerca di minerali radioattivi, i gemelli si approvvigionano di alimenti di lusso, sperando di rivenderli ai commercianti, gli unici che si arricchiscono durante le corse all'oro.
Durante il viaggio il gattopiatto si riproduce esponenzialmente consumando gran parte delle provviste, compresi i generi di lusso dei gemelli e sovrappopolando la nave tanto che la famiglia li pone in ibernazione e in seguito li vende ai minatori.
Il romanzo termina con la famiglia diretta verso gli anelli di Saturno.

## Influenze
- Heinlein ha indicato come possibile origine dei gattopiatti il racconto Pigs Is Pigs, scritto nel 1905 da Ellis Parker Butler, che poteva aver letto o sentito da bambino ma a causa del tempo intercorso non ne era sicuro.[senza fonte]
- L'episodio di Star Trek Animaletti pericolosi ha concetto e trama simili: secondo lo scrittore e sceneggiatore David Gerrold i produttori notarono somiglianze tra le due storie e chiesero a Heinlein il permesso di utilizzare l'idea,[4] Heinlein non si oppose, ma si limitò a chiedere una copia autografata della sceneggiatura, sottolineando che entrambe le storie dovevano qualcosa al racconto di Butler "e forse a Noè".[5]

## Collegamenti con altre opere dell'autore
Il libro fa diversi riferimenti a Hazel Stone come a una influente figura nella fondazione della colonia lunare; quattordici anni dopo, Heinlein in La Luna è una severa maestra racconta la storia di una rivoluzione lunare nella quale una Hazel Stone bambina ha un ruolo piccolo ma vitale, dettagli su questo ruolo non sono presenti in The Rolling Stones dove lei è definita semplicemente "colono fondatore".
Hazel, Castore e Polluce riappaiono in Il numero della bestia e Il gatto che attraversa i muri. Hazel, da sola, appare in Oltre il tramonto.
Il dottor Lowell (Buster) Stone è citato ne Il gatto che attraversa i muri come capo chirurgo al Cerere General. Nello stesso libro, Hazel afferma che Roger ed Edith vivono ora nella colonia extrasolare conosciuta come Fiddler's Green a sua volta citata in Operazione domani.